# De fructibus carnis et spiritus
Il 'De fructibus carnis et spiritus' è un trattato teologico risalente alla prima metà del XII secolo, attualmente attribuito a Corrado di Hirsau.

## Attribuzione e Contesto storico
L'opera è stata a lungo attribuita a Ugo di San Vittore, teologo e vescovo della chiesa francese, leggermente più giovane di Corrado. I canonici dell'abbazia di San Vittore pubblicarono infatti il "De fructibus" nel 1648 all'interno dei suoi opera omnia, dichiarando di aver accettato e pubblicato l'opera nonostante si discostasse notevolmente 'dallo stile maestoso e dalla gravità del pensiero' di Ugo. Nel 1886, Hauréau mise in dubbio la paternità di Ugo e restituì l'opera a Corrado di Hirsau. La prova di ciò risiede nelle testimonianze di Tritemio, che elenca le opere di Corrado fornendone gli incipit: quello della terza opera nella lista (De vita spiritus et fructu mortis) coincide con quello del De fructibus. Solo a metà del XX secolo, Bernards dimostrò che l'opera costituisce un estratto dello Speculum virginum, dal quale riprende alcune famose figure come quelle degli alberi dei vizi e delle virtù. Gli alberi sono centrali nell'opera, incarnando l'orgoglio e l'umiltà, la carne e lo spirito, delle cui differenze si tratta. 
Dei cinque manoscritti che oggi tramandano il De fructibus, tre non riportano alcuna attribuzione, uno la riporta in rubrica e indica Ugo di San Vittore come autore dell'opera, mentre l'ultimo, sempre in rubrica, la attribuisce a Corrado. 
Il De fructibus è inoltre strettamente legato al Dialogus de mundi contemptu vel amore, che segue e dal quale è annunciato sia nel prologo che nel corpo dell'opera. La sua ragion d'essere è fornire al chierico, convertito poi alla vita monastica, protagonista del Dialogus, una raccolta di sentenze con cui arricchire la sua anima rinnovata.

## Edizione
Hugonis de San Vittore, Opera omnia, Oxford 1854 (PL CLXXVI), pp. 997-1010 [riportata erroneamente sotto il nome di Ugo di San Vittore].